# Série convergente
Em matemática, uma série é o somatório dos termos de uma sequência de números.

Dada uma sequência infinita {\displaystyle (a_{1},a_{2},a_{3},\dots )}, a {\displaystyle n}-ésima soma parcial {\displaystyle S_{n}} é a soma dos primeiros termos da sequência, isto é,
{\displaystyle S_{n}=\sum _{k=1}^{n}a_{k}.}
Uma série é convergente se a sequência de suas somas parciais {\displaystyle \{S_{1},S_{2},S_{3},\dots \}} tende a um limite. Isto quer dizer que as somas parciais se tornam cada vez mais próximas de um dado número quando o número de seus termos aumenta. Em uma linguagem mais formal, uma série converge se existe um limite {\displaystyle \ell } tal que para qualquer número positivo arbitrariamente pequeno {\displaystyle \varepsilon >0}, existe um inteiro {\displaystyle N} tal que para todo {\displaystyle n\geq \ N},
{\displaystyle |S_{n}-\ell |\leq \varepsilon .}
Qualquer série que não é convergente é chamada de divergente.

## Exemplos de séries convergentes e divergentes
- Os inversos dos inteiros positivos produzem uma série divergente (série harmônica):

{\displaystyle {1 \over 1}+{1 \over 2}+{1 \over 3}+{1 \over 4}+{1 \over 5}+{1 \over 6}+\cdots \rightarrow \infty .}
- Alternar os sinais dos inversos dos inteiros positivos produz uma série convergente:{\displaystyle {1 \over 1}-{1 \over 2}+{1 \over 3}-{1 \over 4}+{1 \over 5}-{1 \over 6}+\cdots =\ln 2.}
- Alternar os sinais dos inversos dos inteiros ímpares produz uma série convergente (a Fórmula de Leibniz para {\displaystyle \pi }):{\displaystyle {1 \over 1}-{1 \over 3}+{1 \over 5}-{1 \over 7}+{1 \over 9}-{1 \over 11}+\cdots ={\pi  \over 4}.}
- Os inversos dos números primos produzem uma série divergente (assim sendo, o conjunto dos primos é "grande"):

{\displaystyle {1 \over 2}+{1 \over 3}+{1 \over 5}+{1 \over 7}+{1 \over 11}+{1 \over 13}+\cdots \rightarrow \infty .}
- Os inversos dos números triangulares produzem uma série convergente:{\displaystyle {1 \over 1}+{1 \over 3}+{1 \over 6}+{1 \over 10}+{1 \over 15}+{1 \over 21}+\cdots =2.}
- Os inversos dos fatoriais produzem uma série convergente (ver número de Euler {\displaystyle e}):{\displaystyle {\frac {1}{1}}+{\frac {1}{1}}+{\frac {1}{2}}+{\frac {1}{6}}+{\frac {1}{24}}+{\frac {1}{120}}+\cdots =e.}
- Os inversos dos números quadrados produzem uma série convergente (o Problema de Basileia):{\displaystyle {1 \over 1}+{1 \over 4}+{1 \over 9}+{1 \over 16}+{1 \over 25}+{1 \over 36}+\cdots ={\pi ^{2} \over 6}.}
- Os inversos das potências de 2 produzem uma série convergente (assim sendo, o conjunto das potências de 2 é "pequeno"):{\displaystyle {1 \over 1}+{1 \over 2}+{1 \over 4}+{1 \over 8}+{1 \over 16}+{1 \over 32}+\cdots =2.}
- Os inversos das potências de qualquer {\displaystyle n} produzem uma série convergente:{\displaystyle {1 \over 1}+{1 \over n}+{1 \over n^{2}}+{1 \over n^{3}}+{1 \over n^{4}}+{1 \over n^{5}}+\cdots ={n \over n-1}.}
- Alternar os sinais dos inversos das potências de 2 também produz uma série convergente:{\displaystyle {1 \over 1}-{1 \over 2}+{1 \over 4}-{1 \over 8}+{1 \over 16}-{1 \over 32}+\cdots ={2 \over 3}.}
- Alternar os sinais dos inversos das potências de qualquer {\displaystyle n} produz uma série convergente:{\displaystyle {1 \over 1}-{1 \over n}+{1 \over n^{2}}-{1 \over n^{3}}+{1 \over n^{4}}-{1 \over n^{5}}+\cdots ={n \over n+1}.}
- Os inversos dos números de Fibonacci produzem uma série convergente, sendo {\displaystyle \psi } a constante dos inversos de Fibonacci:{\displaystyle {1 \over 1}-{1 \over 1}+{1 \over 2}-{1 \over 3}+{1 \over 5}-{1 \over 8}+\cdots =\psi .}[2]

## Testes de convergência

Se for possível provar que a série azul converge, então a série menor deve convergir. Por contraposição, se for possível provar que a série vermelha diverge, então também deve divergir.

Existem alguns métodos para determinar se uma série converge ou diverge.
- Teste da comparação: Os termos da sequência {\displaystyle \left\{a_{n}\right\}} são comparados àqueles de outra sequência {\displaystyle \left\{b_{n}\right\}}. Se,

para todo {\displaystyle n}, {\displaystyle 0\leq a_{n}\leq b_{n}} e {\displaystyle \sum _{n=1}^{\infty }b_{n}} converge, então o mesmo acontece com {\displaystyle \sum _{n=1}^{\infty }a_{n}.} Contudo, se, para todo {\displaystyle n}, {\displaystyle 0\leq b_{n}\leq a_{n}} e {\displaystyle \sum _{n=1}^{\infty }b_{n}} diverge, então o mesmo acontece com {\displaystyle \sum _{n=1}^{\infty }a_{n}.}
- Teste da razão: Assuma que para todo {\displaystyle n}, {\displaystyle a_{n}>0}. Suponha que existe {\displaystyle r} tal que:{\displaystyle \lim _{n\to \infty }{\frac {a_{n+1}}{a_{n}}}=r.}

Se {\displaystyle r<1}, então a série converge. Se {\displaystyle r>1}, então a série diverge. Se {\displaystyle r=1}, o teste da razão é inconclusivo e a série pode convergir ou divergir.
- Teste da raiz ou teste da raiz {\displaystyle n}-ésima: Suponha que os termos da sequência em questão são números não negativos. Defina {\displaystyle r} como se segue:{\displaystyle r=\limsup _{n\rightarrow \infty }{\sqrt[{n}]{|a_{n}|}},}

em que {\displaystyle \limsup } denota o limite superior (possivelmente {\displaystyle \infty }; se o limite existir, é o mesmo valor).
Se {\displaystyle r<1}, então a série converge. Se {\displaystyle r>1}, então a série diverge. Se {\displaystyle r=1}, o teste da raiz é inconclusivo e a série pode convergir ou divergir.
O teste da razão e o teste da raiz são ambos baseados na comparação com uma série geométrica e, como tal, funcionam em situações similares. De fato, se o teste da razão funcionar (significando que o limite existe e não é igual a 1), então o mesmo acontece com o teste da raiz. O inverso, porém, não é verdadeiro. Por isso, o teste da raiz é de aplicação mais geral, mas, em termos práticos, é frequentemente difícil computar o limite para tipos de séries comumente encontrados.
- Teste da P-Séries : Uma importante classe de séries numéricas é quando são constituída da série da seguinte forma {\displaystyle \sum _{n=1}^{\infty }{1 \over n^{p}}}
este tipo de série é conhecido com p-séries e que são bastante utilizado com série de prova nos critérios de comparação. Observe que o termo geral {\displaystyle a_{n}=1/n^{p}} tem limite 1, quando {\displaystyle p=0}, e limite é infinito quando {\displaystyle p<0} e em ambos os casos a série é divergente. Se {\displaystyle p=1} temos então a série harmônica, que neste caso também é divergente. Nos demais casos a convergência das p-séries será analisado pelo critério de Integral. Quando a função {\displaystyle f(x)=1/x^{p}} e {\displaystyle p>0} e {\displaystyle x} é maior ou igual a 1, temos então duas condições:

{\displaystyle {\text{caso 1}}:} Se {\displaystyle 0<p<1}, 
{\displaystyle \int _{1}^{\infty }f(x)\,dx{\text{ (Diverge)}}}
{\displaystyle {\text{caso 2}}:} Se {\displaystyle p>1}, 
{\displaystyle \int _{1}^{\infty }f(x)\,dx{\text{ (Converge)}}}
A integral imprópria quando {\displaystyle p>1} é convergente, consequentemente é o único caso que p-série {\displaystyle \sum _{n=1}^{\infty }{1 \over n^{p}}} é também converge. 
Exemplos :
Convergentes 
{\displaystyle \sum _{n=1}^{\infty }{1 \over n^{5/2}}} e {\displaystyle \sum _{n=1}^{\infty }{1 \over n^{2}}}
Divergentes
{\displaystyle \sum _{n=1}^{\infty }{1 \over n}} e {\displaystyle \sum _{n=1}^{\infty }{1 \over n^{2/3}}}
- Teste da integral: A série pode ser comparada com uma integral para estabelecer convergência ou divergência. Considere {\displaystyle f(n)=a_{n}} uma função positiva e monotonicamente decrescente. Se{\displaystyle \int _{1}^{\infty }f(x)dx=\lim _{t\to \infty }\int _{1}^{t}f(x)dx<\infty ,}

então a série converge. No entanto, se a integral diverge, o mesmo acontece com a série.
- Teste da comparação do limite: Se {\displaystyle \{a_{n}\},\{b_{n}\}>0}, o limite {\displaystyle \lim _{n\to \infty }{\frac {a_{n}}{b_{n}}}} existir e for diferente de zero, então {\displaystyle \sum _{n=1}^{\infty }a_{n}} converge se e somente se {\displaystyle \sum _{n=1}^{\infty }b_{n}} convergir.
- Teste da série alternada: Também conhecido como critério de Leibniz, o teste da série alternada estabelece que para uma série alternada da forma {\displaystyle \sum _{n=1}^{\infty }a_{n}(-1)^{n}}, se {\displaystyle \{a_{n}\}} for monotonicamente decrescente e tiver um limite zero no infinito, então a série converge.
- Teste da condensação de Cauchy: Se {\displaystyle \{a_{n}\}} for uma sequência monotonicamente decrescente positiva, então {\displaystyle \sum _{n=1}^{\infty }a_{n}} converge se e somente se {\displaystyle \sum _{k=1}^{\infty }2^{k}a_{2^{k}}} convergir.

Outros exemplos incluem o teste de Dirichlet, o teste de Abel e o teste de Raabe.

## Convergência condicional e absoluta

Ilustração da convergência condicional da série de potência de em torno de 0 avaliado em. O comprimento da linha é infinito.

Para qualquer sequência {\displaystyle \{a_{1},a_{2},a_{3},\dots \}}, {\displaystyle a_{n}\leq |a_{n}|} para todo {\displaystyle n}. Por isso,
{\displaystyle \sum _{n=1}^{\infty }a_{n}\leq \sum _{n=1}^{\infty }|a_{n}|.}
Isto significa que, se {\displaystyle \sum _{n=1}^{\infty }|a_{n}|} convergir, então {\displaystyle \sum _{n=1}^{\infty }a_{n}} também converge (mas não vice-versa).
Se a série {\displaystyle \sum _{n=1}^{\infty }|a_{n}|} convergir, então, a série {\displaystyle \sum _{n=1}^{\infty }a_{n}} é absolutamente convergente. Um sequência absolutamente convergente é uma sequência na qual a linha criada ao juntar todos os incrementos à soma parcial é finitamente longa. A série das potências da função exponencial é absolutamente convergente em todo lugar.
Se a série {\displaystyle \sum _{n=1}^{\infty }a_{n}} convergir, mas a série {\displaystyle \sum _{n=1}^{\infty }|a_{n}|} divergir, então a série {\displaystyle \sum _{n=1}^{\infty }a_{n}} é condicionalmente convergente. O caminho formado ao conectar as somas parciais de uma série condicionalmente convergente é infinitamente longo. A série das potências do logaritmo é condicionalmente convergente.
O teorema das séries de Riemann afirma que, se uma série convergir condicionalmente, é possível rearranjar os termos da série de tal maneira que a série converge a qualquer valor ou até mesmo diverge.

## Convergência uniforme
Considere {\displaystyle \{f_{1},f_{2},f_{3},\dots \}} uma sequência de funções. Diz-se que a série {\displaystyle \sum _{n=1}^{\infty }f_{n}} converge uniformemente a {\displaystyle f} se a sequência {\displaystyle \{s_{n}\}} de somas parciais definida por: 
{\displaystyle s_{n}(x)=\sum _{k=1}^{n}f_{k}(x)}
convergir uniformemente a {\displaystyle f}.
Há um análogo do teste de comparação para séries infinitas de funções chamado teste M de Weierstrass.

## Critério de convergência de Cauchy
O critério de convergência de Cauchy afirma que uma série {\displaystyle \sum _{n=1}^{\infty }a_{n}} converge se e apenas se a sequência de somas parciais for uma sequência de Cauchy.
Isto significa que, para todo {\displaystyle \varepsilon >0}, há um número inteiro positivo {\displaystyle N} tal que, para {\displaystyle n\geq m\geq N}, temos:
{\displaystyle \left|\sum _{k=m}^{n}a_{k}\right|<\varepsilon ,}
que é equivalente a: 
{\displaystyle \lim _{n\to \infty  \atop m\to \infty }\sum _{k=n}^{n+m}a_{k}=0.}